# Championnats d'Europe de judo 1994
Navigation
Édition précédente Édition suivante
Les championnats d'Europe de judo 1994 se sont déroulés à Gdańsk, en Pologne.En ce qui concerne les épreuves par équipes, elles ont eu lieu à La Haye, aux Pays-Bas, le 22 octobre de la même année (voir article connexe). 

## Résultats

### Hommes
| Catégorie                 | Or                  | Argent              | Bronze                                 |
| poids super-légers -60 kg | Girolamo Giovinazzo | Nazim Guseynov      | Giorgi Vazagashvili Franck Chambily    |
| poids mi-légers -65 kg    | Vladimir Dratchko   | Jaroslaw Lewak      | Salim Abanoz Benoît Campargue          |
| poids légers -71 kg       | Sergey Kosmynin     | Patrick Rosso       | René Sporleder Bertalan Hajtós         |
| poids mi-moyens -78 kg    | Ryan Birch          | Johan Laats         | Mark Huizinga Patrick Reiter           |
| poids moyens -86 kg       | Oleg Maltsev        | Vincenzo Carabetta  | Adrian Croitoru Iveri Jikurauli        |
| poids mi-lourds -95 kg    | Paweł Nastula       | Raymond Stevens     | Mike Hax Dmitri Sergeev                |
| poids lourds +95 kg       | David Douillet      | Rafał Kubacki       | Selim Tataroğlu Frank Moeller          |
| Toutes catégories         | Laurent Crost       | Harry Van Barneveld | Evgeni Pechurov Alexander Davitashvili |

### Femmes
| Catégorie                 | Or                  | Argent               | Bronze                                |
| poids super-légers -48 kg | Yolanda Soler       | Sylvie Meloux        | Tatiana Kouvchinova Justina Pinheiro  |
| poids mi-légers -52 kg    | Ewa Larysa Krause   | Alessandra Giungi    | Alexa Von Schwichow Deborah Allan     |
| poids légers -56 kg       | Jessica Gal         | Nicola Fairbrother   | Magali Baton Ursula Myren             |
| poids mi-moyens -61 kg    | Gella Vandecaveye   | Diane Bell           | Miroslava Janosikova Miriam Blasco    |
| poids moyens -66 kg       | Rowena Sweatman     | Anneliese Anglberger | Claudia Zwiers Radka Stusakova        |
| poids mi-lourds -72 kg    | Ulla Werbrouck      | Estha Essombe        | Kate Howey Cristina Curto             |
| poids lourds +72 kg       | Angelique Seriese   | Beata Maksymow       | Svetlana Gundarenko Raquel Barrientos |
| Toutes catégories         | Monique van der Lee | Christine Cicot      | Beata Maksymow Irina Rodina           |

## Tableau des médailles
| Rang | Pays               | Médaille d'or | Médaille d'argent | Médaille de bronze | Total |
| ---- | ------------------ | ------------- | ----------------- | ------------------ | ----- |
| 1    | Russie             | 3             | 0                 | 5                  | 8     |
| 2    | Pays-Bas           | 3             | 0                 | 2                  | 5     |
| 3    | France             | 2             | 5                 | 3                  | 10    |
| 4    | Royaume-Uni        | 2             | 3                 | 2                  | 7     |
| 5    | Pologne            | 2             | 3                 | 1                  | 6     |
| 6    | Belgique           | 2             | 2                 | 0                  | 4     |
| 7    | Italie             | 1             | 1                 | 0                  | 2     |
| 8    | Espagne            | 1             | 0                 | 3                  | 4     |
| 9    | Autriche           | 0             | 1                 | 1                  | 2     |
| 10   | Azerbaïdjan        | 0             | 1                 | 0                  | 1     |
| 11   | Allemagne          | 0             | 0                 | 4                  | 4     |
| 12   | Géorgie            | 0             | 0                 | 3                  | 3     |
| 13   | Turquie            | 0             | 0                 | 2                  | 2     |
| 14   | Hongrie            | 0             | 0                 | 1                  | 1     |
| -    | Portugal           | 0             | 0                 | 1                  | 1     |
| -    | Roumanie           | 0             | 0                 | 1                  | 1     |
| -    | Slovaquie          | 0             | 0                 | 1                  | 1     |
| -    | Suède              | 0             | 0                 | 1                  | 1     |
| -    | République tchèque | 0             | 0                 | 1                  | 1     |
|      |                    | 16            | 16                | 32                 | 64    |

## Sources
- Podiums complets sur le site JudoInside.com.

- Podiums complets sur le site alljudo.net.

- Podiums complets sur le site Les-Sports.info.